# Азизов, Ташкилат Миразиз оглы
Ташкилат Миразиз оглы Азизов (азерб. Təşkilat Mirəziz oğlu Əzizov; 1934 — ?) — советский азербайджанский хлебороб, лауреат Государственной премии СССР (1979).

## Биография
Родился в Азербайджанской ССР в 1934 году.
С 1972 года бригадир зерноводческой бригады колхоза имени Низами Исмаиллинского района Азербайджанской ССР. 
Долгое время зерноводство в колхозе имени Низами было в упадке, однако с созданием зерноводческой бригады и назначием на пост бригадира хлеборобов Азизова, зерноводческая отрасль в колхозе превратилась в одну из доходных. Причиной этому стал богатый опыт и умелое руководство коллективом Ташкилата Азизова. Для получения высоких урожаев зерна стали применяться современные разработки агротехников и новые устройства, результатом стали центнеры зерна сверх плана. В 1972 году с каждого гектара получено по 12 центнеров зерна. Но на этом бригадир хлеборобов не остановился — Азизов приложил все силы для объединения колхозников под эгидой досрочного выполнения плана X пятилетки, применялись новые минеральные удобрения, тщательно изучены все проблемы отрасли. В 1979 году был получен урожай зерна 45,2 центнеров с гектара на площади 410 гектаров, в этом же году бригада досрочно выполнила десятый пятилетний план. Бригада не раз участвовала в Выставке Достижений Народного Хозяйства, где получили высокие оценки своей работе.
Постановлением ЦК КПСС и Совета Министров СССР от 7 ноября 1979 года, за получение высоких и устойчивых урожаев зерновых и крупяных культур на основе эффективного использования достижений науки, техники и передовой практики Азизову Ташкилату Миразиз оглы присуждена Государственная премия СССР.